# Michel Ocelot
Michel Ocelot (* 27. října 1943, Villefranche-sur-Mer) je francouzský režisér animovaných filmů. Do mezinárodního povědomí vstoupil zejména svými dlouhometrážními filmy o africkém chlapci jménem Kiriku, v němž originálním způsobem využívá estetiky tradičních výtvarných umění Černé Afriky. Inspiruje se klasickými technikami, např. v Pohádkách noci asijským stínovým divadlem. Dostalo se mu řady ocenění. V letech 1994–2000 předsedal Mezinárodní asociaci animovaného filmu (ASIFA). Některé jeho filmy odvysílala ČT.

## Filmografie
Krátké filmy
- 1976: Les Aventures de Gédéon
- 1979: Les Trois Inventeurs (cena BAFTA)
- 1981: Les Filles de l'égalité (zvláštní cena poroty Festival d'Albi)
- 1982: La Légende du pauvre bossu
- 1986: La Princesse insensible
- 1987: Les Quatre Vœux
- 1989: Ciné Si
- 1992: Les Contes de la nuit

Televizní seriály
- 2010: Dragons et Princesses

Dlouhometrážní filmy
- 1998: Kirikou et la Sorcière (česky Kiriku a čarodějnice)
- 2000: Princes et Princesses
- 2005: Kirikou et les Bêtes sauvages
- 2006: Azur et Asmar (č. Azur a Asmar)
- 2011: Les Contes de la nuit (č. Pohádky noci)
- 2012: Kirikou et les Hommes et les Femmes

Videoklipy
- 2007: Earth intruders – Björk